# RF4CE
RF4CE（Radio Frequency for Consumer Electronics）は無線リモコン（RFリモコン）の業界標準を目指して策定された、近距離無線通信規格の1つである。
ZigBee技術をベースとしている。
ソニー、パナソニック、サムスン電子、フィリップスの4社によって設立されたRF4CEコンソーシアムによって仕様が策定されている。
IEEEで規格化されたIEEE 802.15.4 (ZigBee) をベースとしており、2.4GHz周波数帯を使用している。
ソニー製テレビ「BRAVIA」シリーズに同梱されている「おき楽リモコン」で採用されている。

## 参考リンク
1. ↑  ZigBee AllianceとRF4CEコンソーシアム，無線リモコンの規格を共同策定